# Гарлі Квінн
Гарлі Квінн (Гарлін Френсіс Квінзель, англ. Dr. Harleen Frances Quinzel) — персонажка коміксів DC Comics, антигероїня, помічниця Джокера з групи ворогів Бетмена. Створена Полом Діні та Брюсом Тіммом, вперше з'явилася в мультсеріалі «Бетмен» 11 вересня 1992 року в його 22-му епізоді «Любов Джокера». Завдяки шаленій популярності пізніше з'явилася і в коміксах про Бетмена, дебютувавши у вересні 1993 в «Пригодах Бетмена» № 12. Незважаючи на те, що Квінн мала з’явитися в одному епізоді, вона стала повторюваним персонажем у анімаційному всесвіті DC (DCAU) як помічниця Джокера та його коханка, і була адаптований до канону DC Comics сім років потому, починаючи з одноразового Бетмен: Гарлі Квінн №1 (жовтень 1999). Історія походження Квінн показує її як колишню психологиню в притулку Аркхем у Ґотем-Сіті, якою маніпулював Джокер, її пацієнт, і яка згодом стала його спільницею та коханкою. Псевдонім персонажа — це п'єса типового персонажа Арлекіна з італійського театру XVI століття — «Арлекін» (англ. Harlequin).
Після того як Гарлі Квінн з’явилася в коміксах у 1999 році, її зображували як помічницю й коханку Джокера, а також як кримінальну партнерку й найкращу подругу Отруйного Плюща. Пізніші історії зображували Квін як незалежну суперлиходійку, яка залишила свої жорстокі та співзалежні стосунки з Джокером позаду, починаючи з публікації її поточного серіалу «Гарлі Квін». Після багатьох років рідкісних появ у коміксах Квінн повернувся в головну роль у 2009 році з серіалом «Сирени Ґотем-Сіті» в рамках нестабільного альянсу з Отруйним Плющем і Жінкою-кішкою. У 2011 році в серії DC The New 52 знову з’явилася Квінн у оновленій назві Загін самогубців, яка змінила особистість, дизайн і походження персонажа, замінивши її оригінальний костюм блазня відвертим ансамблем і зобразивши її темнішою, ніж її попередній аналог. У 2013 році, створеному Амандою Коннер і Джиммі Пальміотті, героїня прийняла безтурботний і гумористичний напрямок, у якому героїня переїжджає до свого рідного міста Бруклін і починає власне життя на Коні-Айленді. Відтоді персонажа зображували як антигероїню, незалежну від Джокера, і постійного основного члена загону самогубців, а її основним романтичним інтересом став Отруйний Плющ. У 2021 році повнолінійний перезапуск Infinite Frontier від DC повернув Квінн до Готем-Сіті та відновив її як супергероїню, який шукає спокути за свої минулі дії.
Здібності Гарлі Квінн включають досвідчені гімнастичні навички, майстерність володіння зброєю та рукопашний бій, повну непередбачуваність, імунітет до токсинів, а також підвищену силу, спритність і витривалість. Квінн часто користується кляповою зброєю в стилі клоунів, а її фірмовою зброєю є величезна киянка. Крім того, у неї є пара домашніх гієн, Бад і Лу, які іноді служать їй нападними собаками, і як навчений психолог із геніальним інтелектом, вона вправна в обмані та психологічних маніпуляціях.
Гарлі Квінн стала однією із найпопулярніших і найприбутковіших персонажів коміксів DC, вона була представлена в багатьох коміксах DC та була адаптована в інших медіа та сувенірах. Видавець DC Comics Джим Лі вважає Гарлі Квінн четвертою опорою видавничої лінії DC Comics після Супермена, Бетмена та Диво-жінки.
У анімаційному всесвіті DC,Спочатку її озвучила Арлін Соркін, а потім вона з'явилася в багатьох інших проектах DC, озвучених такими актрисами, як Тара Стронг, Гайнден Волч, Лора Бейлі, Дженні Слейт, Мелісса Ройч, Лаура Пост і Кейлі Куоко; остання озвучила персонажа в мультсеріалі 2019 року «Гарлі Квін». Міа Сара зіграла персонаж у телесеріалі 2002 року «Хижі птахи». Гарлі Квінн дебютує в живому кіно у фільмі Розширеного всесвіту DC (DCEU) «Загін самогубців» (2016), де її грає Марґо Роббі. Роббі повторює свою роль у фільмах «Хижі пташки» (2020) і «Загін самогубців: Місія навиліт» (2021), з елементами дизайну її образа, які послідовно включені в комікси, а Леді Гага зіграє персонажа в «Джокер: Божевілля на двох» (2024).

## Історія

### Створення та розвиток
Гарлі Квінн була створена Полом Діні та Брюс Тімм для епізоду «Бетмен: анімаційний серіал» 1992 року під назвою «Любовь Джокера». Спочатку написана як анімаційний еквівалент прогулянкової ролі, Гарлі Квінн мала з’явитися лише в одному епізоді. Коли Діні збирав історію для епізоду, він хотів представити контраст для суперлиходія Джокера, яка підкреслила б риси особистості Джокера з коміксів: смішний, страшний і егоїстичний. Потім він подумав подарувати Джокеру поплічницю, натхненну художніми серіалами про Бетмена 1960-х років, а потім вирішив, що вона буде «кумедний аналог Джокера, щоб, можливо, створити між ними стосунки у стилі Панча та Джуді». Діні заявила: «[...] вона могла пожартувати, і поплічники сміялися, а Джокер на неї так дивився». У 1991 році, побачивши свою подругу по коледжу Арлін Соркін у ролі блазня у сновидінні в мильній опері «Дні нашого життя», Діні вирішив доручити Соркін її озвучити. Тоді Діні заснував Гарлі Квінн на основі Соркін, включивши такі аспекти, як її манери та «дуже різкої, хитрої білявки». Під час запису голосу Гарлі Квінн Соркін говорила зі своїм звичайним нью-йоркським акцентом, додаючи «трохи їдиш», оскільки Діні зробив персонажа єврейським, ще один аспект персонажа, запозичений у Соркін; Діні описала свій голос для персонажа як «розважливу блондинку, але також на кшталт поганої дівчини»: «трохи Аделаїди з Guys and Dolls, трохи Джуді Голідей», і «багато Арлін», заявивши, що це звучало «дуже близько» до голосу Соркін.
Дін тримав на увазі кілька імен, коли називав персонажа, наприклад Коломбіна, і зрештою зупинилася на імені «Гарлі Квін». Діні вибрав ім’я для персонажа, щоб відповідати іменам інших персонажів Бетмена, оскільки вони були каламбуром, а також тому, що він вважав, що «Гарлі — це веселе ім’я для дівчинки». Ім'я Гарлі Квінн - це п'єса про Арлекіна, типового персонажа з італійського театру фізичної комедії XVI століття.
Розробляючи персонажа, Тімм зробив «спрощену версію суперлиходійки» традиційного спорядження Арлекіна; з commedia dell'arte оригінально, він взяв капелюх блазня, комір з рюшами, ромбоподібний візерунок і маску доміно та одягнув їх на червоно-чорне боді, на якому ромби були стратегічно розміщені для полегшення анімації. Тімм взяв червоно-чорну колірну схему Гарлі Квінн від героя коміксів Золотого віку Сміливця. Раніше Діні зробив приблизний дизайн для персонажа, який Тімм вдосконалив.

### Розширена роль
Пол Діні
Побачивши Гарлі Квінн у грубій версії «Любов Джокера», продюсери «Бетмен: Мультсеріал», серед яких є Діні та Тімм, були вражені результатом, і Діні хотів повернути персонажа для нових епізодів. Тімм та інший продюсер, Алан Бернетт, спочатку не бажали цього й вважали, що дарунок дівчини Джокеру «більше сприятиме його комедійній стороні» та «занадто його гуманізує», що суперечило їхньому баченню Джокера як персонажа, який «як такий» серйозна загроза для Бетмена. Проте, через кілька місяців після «Любові Джокера» Гарлі вдруге з’явилася на шоу в епізоді «Сміхотворна рибка» і стала любов’ю Джокера. Гарлі Квінн здобула популярність серед шанувальників мультсеріалу, завдяки тому, що її персонаж частіше з’являвся в серіалі та згодом знімався в її власних епізодах, як-от у фільмі «Гарлі та Айві» 1993 року, який відкрив дружбу між нею та суперлиходієм, Отруйним Плющем, а також «Арлекінада» та «Канікули Гарлі» 1994 року, які розповідали про її життя без Джокера. Потім Гарлі Квінн стала повторюваним персонажем анімаційного всесвіту DC, з’являючись у сиквелі мультсеріалу «Нові пригоди Бетмена», у фільмі «Бетмен за межами: Повернення Джокера», а також в анімаційних фільмах, які не стосуються Бетмена, наприклад «Супермен: Анімаційний серіал», «Статичний струм» і «Ліга справедливості». У лютому 1994 року вона вперше з'явилася у відеогрі в Пригоди Бетмена та Робіна, бойовику-платформері, заснованому на Бетмен: Анімаційний серіал.

### Перехід до коміксів
Через свою популярність Гарлі Квінн була екранізована в коміксах DC. У вересні 1993 року, через рік після першої появи Гарлі Квінн у фільмі «Бетмен: мультсеріал», персонаж дебютував у коміксах у 12-му випуску «Пригод Бетмена», серіалу, дія якого відбувається у всесвіті мультсеріалу, і став регулярним персонажем. У 1997 році вона з'явилася в історії Бетмен: Гостросюжетний бойовик, випущеній під Elseworlds, друком DC Comics, який публікував неперервні історії з альтернативної реальності, як Гейлі Фіцпатрік. У 1999 році вона стала канонічним персонажем з виходом фільму «Бетмен: Гарлі Квінн».

### Історія походження
«Ми з Брюсом [...] говорили про те, що, можливо, є якийсь сюрприз щодо її походження? Що, якщо вона не просто посіпака? Ми придумали, що вона була лікарем у психлікарні Аркхема, а Джокер заліз їй у голову і зробив її своєю послідовницею. ...Потім ми подумали, а що, якщо в ролі багатостраждальної дівчини буде Харлі?»
Пол Діні про створення Mad Love 
У лютому 1994 року вийшов одноразовий фільм «Пригоди Бетмена: Божевільне кохання», в якому розповідається про походження Гарлі. Історія, написана Діні та намальована Тіммом, знаменує собою їхню першу спільну роботу над коміксами. «Божевільне кохання» представляє Гарлі Квінн як колишню психологиню на ім’я Гарлін Квінзел, яка закохалася в Джокера під час стажування в притулку Аркхем у Ґотем-Сіті, і докладно описує її перетворення на лиху спільницю Джокера Гарлі Квінн, а також відсутність поваги Джокера до Гарлі. «Божевільне кохання», яке вважається остаточною історією про Гарлі Квінн, додало персонажу нових вимірів, оскільки Діні представила мотивацію Гарлі Квінн, а також створила її як трагічну та симпатичну постать. Історія отримала широке визнання і того ж року здобула нагороду Айснера та Гарві за найкращий окремий випуск, а згодом була адаптована в однойменний епізод у «Нових пригодах Бетмена» у 1999 році.

### Походження імені
Божевільне кохання встановлює повне ім'я Гарлі Квінн як Гарлін Френсіс Квінзел. «Гарлін Френсіс» було взято від імені та по батькові Соркін, Арлін Френсіс, тоді як «Квінзел» походить від одного з колишніх викладачів коледжу Емерсон Діні на прізвище Квензел.

### Вступ до постійної спільноти DC
Гарлі Квінн була адаптована до мейнстріму Всесвіту DC у однокадровому графічному романі 1999 року «Бетмен: Гарлі Квінн», написаному Діні та проілюстрованому Івелем Гіше, який поставив її походження в середину сюжетної лінії «Бетмен: Нічия земля». Діні змінив стосунки Гарлі та Джокера на темніші, щоб відповідати персонажу Джокера в коміксах; в сюжеті Джокер намагається вбити Гарлі при першій нагоді. Імунітет Гарлі до токсинів і підвищена сила і спритність, які були отримані завдяки спеціальній формулі, створеній Пойзон Айві, були перенесені з Бетмен: Анімаційний серіал, причому Діні заявив, що вони дадуть їй свого роду «фізичну перевагу» над Бетменом і іншими героями.

### Перша поточна серія
Карл Кесель, 2000
Виконуючи нові завдання в офісі DC Comics у Нью-Йорку, колишній редактор DC Метт Ідельсон звернувся до Карла Кесела з проханням створити презентацію для першої поточної серії Гарлі Квінн, яку Кесел прийняв, будучи фанатом персонажа після того, як прочитав «Божевільне кохання». Художником серіалу Кесел обрав Террі Додсона, чиє мистецтво, на думку Кесела, доповнювало мультяшне коріння та світогляд персонажа. Кесел зателефонував Додсону і запитав його, чи зацікавлений він у роботі над коміксом, на що Додсон погодився, і вони протягом місяця працювали над своєю пропозицією щодо серіалу, який мав створити комікс про «кохання, яке пішло жахливо, жахливо неправильно». Пропозиція була прийнята DC Comics, і пара почала роботу над серіалом, причому Кесел і Додсон були залучені до оповідання, а Додсон залучив до чорнила свою дружину Рейчел Додсон. У грудні 2000 року почали публікувати серіал Кесела про те, як Гарлі Квінн залишила Джокера та стала злочиницею-одиначкою разом із допоміжними прихильниками на ім’я Квінтети. Через низькі продажі його тираж із 25 випусків закінчився в грудні 2002 року, і DC вирішив змінити творчу команду; серія була передана Ідельсоном письменнику Е. Дж. Ліберману та художникам Майку Гаддлстону та Трою Ніксі, і вона набула жорсткішого та похмурішого напрямку, контрастуючи зі стилем Кесела. Рішення відновило інтерес до персонажа, але продажі залишилися слабкими, і серіал було скасовано в 2003 році.

### Сирени Ґотем-Сіті
Після багатьох років рідкісних появ у коміксах, Гарлі Квінн знову з’явилася в головній ролі в липні 2009 року в Сиренах Ґотем-Сіті, спільному проєкті, створеному Діні. Серіал зібрав найпопулярніших лиходійок Бетмена, Гарлі Квінн, Жінку-кішку та Отруйного плюща, у нестабільний альянс. У серії також розповідається про минуле та раннє життя Гарлі Квінн. У Сиренах Ґотем-Сіті №7 Діні встановила, що рідним містом персонажа є Бруклін, ґрунтуючись на її акценті, а також представила її неблагополучну сім’ю, а її головну причину її прагнення до психології описують наявністю батька-шахрая.
Кілька перших випусків «Сирен Ґотема» були написані Діні та проілюстровані Ґілемом Марчем. Інші творці, які працювали над серіалом, включають письменників Тоні Бедарда та Пітера Калловея, а також художників Девіда Лопеса, Андреса Ґуінальдо, Пітера Нгуєна, Джеремі Гауна та Рамона Бакса. Серію було скасовано в серпні 2011 року через вихід The New 52, перезапуск усієї серії коміксів від DC Comics.

## The New 52

### Загін самогубців
Адам Ґласс, 2011
У рамках перезапуску New 52 у вересні 2011 року Адам Ґласс знову представив Гарлі Квінн як видатного члена команди суперлиходіїв Task Force X у перезапущеній серії Загін самогубців. Персонаж був сильно перероблений, щоб відповідати тону книги, і був натхненний дизайном Гарлі у відеоіграх Batman: Arkham Asylum і Batman: Arkham City; її колірний мотив було змінено на червоний і синій, її костюм блазня було замінено на відвертий ансамбль, що складається з корсета та шортів, її шкіру відбілили до білого, а її раніше світле волосся змінили на напівсинє-напівчервоне Її особистість також була зображена більш жорстокою та психопатичною, ніж її колишня ітерація.
У серіалі Ґласс відокремив Гарлі Квін від Джокера та дослідив, як вона «стає самою собою», а «Загін самогубців» став для неї сім’єю; Ґласс сказав: «Гарлі завжди хотіла до чогось належати. І якщо не до Джокера, то до команди – і вона знаходить себе в усьому цьому. Вона знаходить своє місце у світі, де вона не просто помічниця».
«Загін самогубців» був скасований у квітні 2014 року, щоб збігтися з завершенням сюжетної лінії «Вічного зла».

### Нове походження
У сьомому випуску «Загону самогубців » Ґласс переглянув історію походження Гарлі Квінн, зробивши її відображенням походження Джокера. За сюжетом, Джокер бере Гарлін Квінзел на хімічний завод, звідки він родом, і штовхає її в чан з хімікатами проти її волі, що відбілює її шкіру та зводить її з розуму, в результаті чого вона перетворюється на Гарлі Квінн. Це походження було негативно сприйняте шанувальниками, які вважали, що усунення вибору Гарлі Квінн добровільно стати спільником Джокера, як це зображено в її попередніх історіях про походження, позбавило її істотної частини характеру.

### Друга поточна серія
Друга поточна серія про Гарлі Квінн, написана чоловіком і дружиною Джиммі Пальміотті та Амандою Коннер, з інтер’єром, проілюстрованим Чадом Гардіном і Джоном Тіммсом, розповідає про Гарлі Квінн, яка залишає Ґотем-Сіті та починає своє життя у своєму рідному місті Брукліні, зображуючи її як орендодавицю на Коні-Айленді, де вона живе в багатоквартирному будинку з допоміжним складом «виродків із ініціаторів». Пальміотті та Коннер, які вважаються найбільш визначальними сценаристами, які працювали над персонажем з часів Діні та Тімма, переосмислили Гарлі Квінн як антигероя, який залишив свої контрольовані стосунки з Джокером.
На відміну від зображення Гарлі Квінн у «Загоні самогубців » Ґласса, Пальміотті та Коннер написали Гарлі Квінн у легкому, мультяшному та гумористичному тоні. Її костюм також був змінений завдяки костюму, натхненному дербі на роликах, розробленому Коннером, який поєднує в собі улюблені аспекти Коннер раннього костюма Гарлі Квінн і її костюм у фільмі Ґласса «Загін самогубців». Серіал також повернув червоно-чорний мотив Гарлі Квінн.
Серію почали публікувати в листопаді 2013 року, починаючи з «Гарлі Квінн» №0, яка об’єднала 17 художників коміксів, у тому числі одного з авторів «Гарлі Квінн» Брюса Тімма, щоб проілюструвати четверту приголомшливу історію про те, як Гарлі думає про художників, які могли б проілюструвати її у власній серії коміксів. Решта серіалу детально розповідає про пригоди Гарлі Квінн на Коні-Айленді з її акторським складом другого плану. У «Гарлі Квінн» №25 Пальміотті та Коннер возз’єднали Гарлі Квінн із Джокером; Історія зображує Гарлі Квінн, яка повертається до Готем-Сіті, щоб протистояти Джокеру та припинити їхні стосунки.
З давньою подругою Гарлі Квінн, Отруйним Плющем, яка постійно повторюється в серіалі, Пальміотті та Коннер будували свої стосунки й натякали на романтичні почуття між двома героїнями. Кілька разів показано як Отруйний Плющ цілує Харлі Квінн  протягом серіалу, а про сексуальні стосунки між ними згадується у випуску№25. На запитання щодо їхніх стосунків у Q&A у Twitter Пальміотті та Коннер відповіли: «Так, вони подружки без ревнощів моногамії».
Серія New 52 «Гарлі Квінн» отримала схвальні відгуки, а також була однією з найбільш продаваних серій DC Comics, надихнувши на створення кількох поділів. Серію було завершено через перезапуск ігор DC Rebirth.

### Суперечки
Обкладинка першого випуску New 52 Загін самогубців викликала суперечки через сексуальне зображення Гарлі Квінн. Це також спонукало деяких шанувальників персонажа надсилати Адаму Ґлассу листи ненависті та особисті погрози.
У вересні 2013 року DC Comics оголосила мистецький конкурс під назвою «Вривайся в комікси з Гарлі Квін!», у якому учасники мали намалювати Гарлі в чотирьох різних сценаріях самогубства. Цей конкурс викликав суперечки не лише тому, що його було оголошено ближче до Національного тижня запобігання самогубствам, але й тому, що деяким художникам не сподобалося сексуальне зображення Гарлі Квінн у четвертому сценарії, у якому героїня намагається покінчити життя самогубством, оголеною у своїй ванні. Американський фонд із запобігання самогубствам, Американська психіатрична асоціація та Національний альянс із психічних захворювань відреагували на суперечку в груповій заяві, надісланій електронною поштою для Huffington Post: «Ми розчаровані тим, що DC Comics вирішила провести конкурс для художників для розробки способи змалювати спроби самогубства однієї з її головних лиходійок – Гарлі Квінн». Побачивши реакцію на конкурс, DC Comics вибачилися, сказавши, що вони повинні були дати зрозуміти, що це була послідовність снів, яку не слід сприймати серйозно. У фінальній версії сцену з ванною вирізали і замінили на Гарлі Квінн, яка сидить на ракеті під час польоту в космос.

### DC Rebirth
У червні 2016 року подія DC Rebirth перезапустила всю лінійку коміксів DC Comics. І Гарлі Квінн, і «Загін самогубців» були перезапущені, причому останній почався з одноразового випуску «Загін самогубців: Відродження №1» (жовтень 2016). Дизайн Гарлі Квінн від DC Rebirth включав пофарбовані в рожевий і синій кінчики волосся та жакет, натхненний зображенням персонажа Марґо Роббі у фільмі «Загін самогубців» 2016 року. Ця зміна була внесена в останні випуски її серії New 52.
Гарлі Квінн повернулася як звичайний персонаж у перезапущеній серії «Загін самогубців», написаному Робом Вільямсом. Серія була скасована у січні 2019 року.
Відновлена поточна серія Гарлі Квінн є прямим продовженням попередньої: Коннер і Палміотті все ще пишуть для персонажа, а Гардін і Тіммс ілюструють інтер’єрне мистецтво. Після того, як Коннер і Пальміотті написали 64 випуски поточної серії про Гарлі Квінн, п’ятирічний цикл Коннера та Пальміотті завершився 34-м випуском серії в грудні 2017 року, а титул перейняли письменник Френк Тієрі та художник Інакі Міранда. Робота Тієрі над серіалом закінчилася 42-м випуском серії, за яким послідувала сюжетна лінія з двох випусків, написана Крістофером Себелою та проілюстрована Міркою Андольфо. Новим сценаристом серії у випуску №45 у липні 2018 року став Сем Гамфріс, а Джон Тіммс повернувся, щоб надати мистецтво. Серія закінчилася в серпні 2020 року.

### Гарлі любить Джокера
У 2017 році один із авторів Гарлі Квінн Пол Діні написав резервну функцію для щомісячної серії про Гарлі Квінн Переродження під назвою Гарлі любить Джокера, написану Пальміотті та проілюстровану Бретом Блевінсом, яка вийшла 9 випусків. Історія повертає класичну характеристику Гарлі Квін і зосереджується на її минулому з Джокером. На відміну від її персонажів у мультсеріалі «Бетмен», Діні та Пальміотті описали Гарлі Квінн у цій історії як не «іграшку» Джокера, а як рівну Джокеру у своїх стосунках. Історія завершилася однойменною лімітованою серією з двох частин, яка також розповіла про минуле Гарлі Квінн як колишньої стажерки в дослідженні тварин у STAR Labs, де вона познайомилася зі своїми гієнами Бадом і Лу. У другій частині історії Діні та Пальміотті пояснили зміну костюма Гарлі Квінн, встановивши сучасний дизайн персонажа як відображення її розриву з Джокером.

### Нескінченний кордон
Для перезапуску Infinite Frontier у 2021 році Гарлі Квінн повертається до Ґотем-Сіті як супергероїня, де вона часто спілкується з родиною Бетмена та допомагає їй, а Райлі Россмо надає їй новий дизайн. Четверта поточна серія Гарлі Квінн, написана Стефані Філліпс та проілюстрована Россмо, зображує її як таку, що «активно прагне загладити свої минулі гріхи» разом із колишнім поплічником Джокера на ім’я Кевін. Гарлі Квінн також відіграє помітну роль у кросовері «Fear State».
У січні 2022 року Філліпс підтвердив, що Гарлі відновить свою попередню кар’єру психологині.

## Сила, здібності та знаряддя
Гарлі Квінн володіє надлюдськими характеристиками, оскільки виграла стипендію з гімнастики в Університеті штату Ґотем-Сіті. Після її переходу до основного канону DC у 1999 році було встановлено, що Гарлі Квінн має імунітет до токсинів і підвищену силу, спритність, витривалість і рефлекси, які вона отримала після ін’єкції сироватки, приготованої Отруйним Плющем. «Необмежена помста, частина п’ята» (Гарлі Квінн том 1 №30) виявила, що вона також дала їй можливість дихати під водою. Вона достатньо сильна, щоб підняти 900-1600 фунтів, оскільки вона має максимальний людський рівень у DC і має низький надлюдський рівень сили.
Гарлі Квінн вправно користується різною зброєю, часто використовуючи предмети на тему клоунів, зокрема пістолети, гумові курки та рушницю, яка стріляє боксерською рукавичкою, а також великі пістолети та киянки, останні є її фірмовою зброєю. Інша зброя, яку вона використовує, включає: нетрадиційну зброю, таку як бейсбольна бита; вибухову зброю, таку як базуки, спеціальні бомби та динаміти; вогнепальна зброя, така як пістолети, автомати та кулемети. У Гарлі Квінн також є пара домашніх гієн, Бад і Лу, яким вона може наказати атакувати своїх супротивників.
Незважаючи на те, що Гарлі психічно нестабільна і іноді розсіяна, вона дуже розумна. Її інтелект поширюється на її психологічні, тактичні здібності та здібності до обману, але вона не виділяється особливими стратегічними чи науковими здібностями і часто залишається підпорядкованою Джокеру, який між ними є генієм і винахідником. Гарлін Квінзел здобула ступінь бакалавра психології та, як колишній психолог Аркхема, мала високу кваліфікацію в психоаналізі, кримінології та судовій психіатрії. Хоча вона не на одному рівні з Джокером, вона все одно є досвідченим тактиком, обманницею і втікачкою, і все ще демонструє сліди свого психологічного досвіду. Гарлі Квінн — єдина людина, окрім Джокера, яка придумала Джокер Веном, фірмову зброю Джокера, і, як показано, переробила її формулу та розробила антитоксин. У неї також незламна патологічна воля.
Так само, як Отруйний Плющ, іноді й не дуже, Гарлі використовує свою жіночу чарівність, щоб залучати чоловіків, але лише для того, щоб маніпулювати ними. На відміну від Джокера, вона вміє симулювати розсудливість, таким чином маючи можливість прикинутися «нормальною» людиною. Таким чином вона переодягалася охоронницею, адвокаткою і навіть Отруйним Плющем і Бетгерл.

## Романтичні інтереси
У Гарлі Квінн було кілька любовних інтересів, найпомітнішими з яких є Джокер і Отруйний Плющ. Інші любовні інтереси включають Мейсона Макабре, персонажа, створеного Коннером і Пальміотті. Спочатку як любовний інтерес для Харлі Квін Кесел задумав «Пластикового чоловіка», але проєкт не був схвалений DC.

### Джокер
Пол Діні, 2017
Джокер - колишній коханий Гарлі Квінн. Сольні комікси Гарлі часто досліджують її колишні стосунки з Джокером через «спогади про їхні минулі подвиги, сучасні конфлікти» або через Гарлі, коли вона «жалкує про його відсутність». Гарлі часто називає його «Міста Дж.» і «Пуддін».
Їхні стосунки відомі своєю насильницькою та співзалежною природою, вперше описаною в першій історії про походження Гарлі «Божевільне кохання». Джокер зазвичай ображає Гарлі, і, незважаючи на знущання, Гарлі Квінн повертається до нього. У одноразовому коміксі 1999 року «Бетмен: Гарлі Квінн» Джокер вирішує вбити Гарлі, зізнавшись, що він піклується про неї, що їхні стосунки романтичні, і що ці почуття заважають йому виконати свою мету. Діні описує їхні стосунки як образливі і співпереживає почуттю покинутості Гарлі, при цьому Діні базує більшість діалогів Гарлі на її минулому досвіді.
Контролюючі та співзалежні стосунки Джокера з Гарлі Квінн були проаналізовані як засіб зміцнення Джокером власної віри у свою силу у світі, де його може вбити або нейтралізувати інший лиходій або Бетмен. Джокер відображає свою особистість через Гарлі в її зовнішності, і навіть якщо він може ігнорувати або поводитися байдуже до неї, він продовжує намагатися підпорядкувати її своєму контролю. Коли Гарлі успішно перемагає Бетмена у «Божевільному коханні», Джокер, вихолощений власною невдачею, серйозно ранить її через страх перед тим, що про нього подумають інші лиходії. Однак, поки Гарлі одужує, Джокер посилає їй квіти, які вона приймає. Так він відновлюючи свій контроль над нею.

### Отруйний Плющ
Отруйний Плющ є нинішнім коханням і найкращою подругою Гарлі Квінн, і Гарлі часто називає її «Рудою». Діні вперше представила Айві як нову подругу Гарлі в епізоді мультсеріалу «Бетмен: Гарлі та Айві» 1993 року. Епізод прийшов від Діні, який бажав зробити Гарлі сильнішим персонажем і написати історію, де вона залишає Джокера. Діні вирішив поєднати її з Айві, оскільки вона була «найсильнішим контрастом Гарлі». Пізніше вони стали близькими друзями в DC Animated Universe. Діні заявив, що він бачив романтичні стосунки між ними, чим більше він працював з двома героями, але неможливість належним чином зобразити їхні стосунки в дитячому мультфільмі того часу завадила цьому статися.
До перезавантаження New 52 Айві іноді об’єднувалася з Гарлі, причому Гарлі була її найкращою подругою і постійним союзником. На відміну від більшості команд лиходіїв, їх партнерство ґрунтується на щирій дружбі та взаємній повазі. Айві щиро хоче врятувати Гарлі від її нездорових жорстоких стосунків із Джокером. Відповідно, Отруйний Плющ зневажає Джокера, і вони обмінюються злими жартами при кожній нагоді. У фінальній сюжетній лінії серії «Сирени Ґотем-Сіті» Гарлі припускає, що Айві може бути закохана в неї, звинувачення, яке її приголомшує. У наступному випуску Отруйний Плющ визнає, що вона дійсно може любити Гарлі, але подробиці її кохання ніколи не уточнюються, і серіал закінчився перезапуском New 52, перш ніж їхні стосунки можна було розглянути.
Коннер і Пальміотті натякали на романтичні стосунки в серії New 52 Гарлі Квінн, а пізніше підтвердили, що Гарлі та Айві перебувають у немоногамних стосунках. Гарлі Квінн №25 2017 року став їхнім першим канонічним поцілунком.

## Життєпис персонажа

### Анімаційний всесвіт DC
Гарлі Квінн вперше з'явилася в Бетмені (мультсеріал) (1992–1995) і була озвучена Арлін Соркін, яка згодом повторила свою роль в інших серіалах DC Animated Universe, включаючи Супермен: Анімаційний серіал (1996–2000), Нові пригоди Бетмена ( 1997–1999), Статичний шок (2000–2004), Ліга справедливості (2001–2004), а також фільм Бетмен за межами: Повернення Джокера (2000).
Життя д-рки Гарлін Квінзел, спочатку професійної психологині, кардинально змінилося, коли вона вирішила пройти стажування в Притулку Аркгема протягом семестру навчання в коледжі. Переконана зробити це самим Джокером, Гарлін взяла у нього інтерв’ю та дізналася, що він зазнав насильства в дитинстві від свого батька-алкоголіка (пізніше дізнавшись, що ця передісторія була однією з кількох різних історій, які він розповідав іншим, деякі з яких кожного разу з різними деталями), і після кількох інтерв’ю вирішила, що головним джерелом гніву Джокера був Бетмен, що Джокер винен у своїх діях, але вона також закохалася в нього. Гарлін допомогла Джокеру втекти і стала його помічницею в надії, що вона зможе завоювати його кохання, вирушаючи на злочинну розгул по Сполучених Штатах Америки. Гарлін змінює ім'я на Гарлі Квінн, ставши спільницею і дівчиною Джокера. Ім'я було запропоноване Джокером, як перегук між словом «Арлекін» (англ. Harlequin) — ім'ям персонажа італійської комедії масок ї її справжнім ім'ям Гарлін Квінзель.
Говорячи з яскраво вираженим північно-східним акцентом, Квінн називає Джокера Міста Джей (Помилка Дж, англ. Mistah J.) та Пудден (скорочення від «пудинг», англ. pudding) — термінами прихильності, які з того часу використовуються майже у кожній адаптації. Проте Джокер часто кричить на неї і жорстоко поводиться з нею в їх непостійних стосунках.
Після допомоги Джокеру в спробі вбити комісара Джеймса Гордона, підклавши бомбу під час обіду на його честь, вона була приборкана Бетменом, а згодом стала співучасницею практично всіх злочинних схем Джокера. Іноді її виганяли з банди Джокера, коли вона ненавмисно підняла чи дратувала Джокера, в одному з таких випадків об’єднавшись з Отруйним Плющем, і вони стали близькими подругами та успішним кримінальним дуетом незалежно одне від одного. Під час ув'язнення в притулку Аркхем Бетмен запропонував їй помилування в обмін на допомогу йому відшукати Джокера після того, як він викрав ядерну бомбу. У день, коли її оголошують реабілітованою та умовно-достроково звільненою, гіперактивність Гарлі та її незнайомість із «реальним» світом призводять до того, що вона випадково викрадає когось і знову повертається до Аркхема.
У 31-серійному веб-серіалі «Дівчата Ґотема» Гарлі об’єднує зусилля з Отруйним Плющем і Жінко-Кішкою.
Після кількох невдалих спроб реабілітації Гарлі повертається на бік Джокера. Однак після того, як чергова невдала спроба вбити комісара Гордона змушує Джокера забути про їхню річницю, Гарлі переосмислює своє життя і вирішує, що оскільки причиною одержимості Джокера був Бетмен, вона повинна сама схопити і вбити його, щоб він міг вбити її, прикинувшись, що повернула собі здоровий глузд, і заманити Бетмена в пастку. Зрозумівши, що Гарлі наблизилася до його вбивства ближче, ніж Джокер, Бетмен обманом змушує її посприяти його втечі, змушуючи зателефонувати Джокеру і розповісти йому про те, що вона зробила, знаючи, що він не дозволить нікому, крім себе, вбити Бетмена, відштовхує її вбік і несвідомо виштовхує у вікно. Одужавши в Аркхемі, Гарлі вирішує, що Джокер ніколи не буде по-справжньому кохати її, перш ніж повернеться до неї, побачивши, що він залишив їй троянду у вазі біля тумбочки біля ліжка, з запискою, в якій сподівається, що вона скоро одужає. Пізніше Гарлі згадує, що переконала Джокера піти з нею на парну терапію.
У фільмі Потойбіччя Бетмена: Повернення Джокера спогади показують очевидні останні дії Гарлі після повернення до Джокера: допомога йому у викраденні Тіма Дрейка та доведення його до божевілля тортурами, щоб перетворити його на їхнього сина «JJ», щоб вони могли почати сім'я разом. Пізніше вона боролася з Бетдівчиною, яка сердито докоряла їй навіть за те, що вона допомогла Джокеру здійснити жахливий вчинок, але впала глибоко в прірву, що призвело до того, що останній вважав її мертвою, хоча вона вижила, як зображено в сьогоденні, де вона з’являється в кінці фільму, виявилося, що вона змінилася і стала бабусею членів групи Jokerz, близнюків Ді Ді, які звертаються до неї «Нана Гарлі».

### Всесвіт DC
Гарлін Квінзель працювала психологинею у притулку Аркхем, і після зустрічі з Джокером вона стала його частою спільницею, взяла собі ім’я Гарлі Квінн і вступила з ним в принизливі співзалежні стосунки. Зрештою вона розлучається з ним і стає одиночною злочиницею, утворюючи кримінальну групу під назвою «Квінтети». Після розпаду Квінтету Гарлі Квінн переїжджає до Метрополіса зі своєю найкращою подругою Пойзон Айві, де вона працює оглядачем любові в Daily Planet під псевдонімом Голлі Ченс. Потім вона повертається до Ґотем-Сіті, де добровільно ув'язнюється в Аркхем. Потім Гарлі Квінн витрачає рік, клопотаючи про умовно-дострокове звільнення, лише для того, щоб побачити, як її прохання систематично відхиляє Брюс Вейн, непрофесійний член медичної комісії Аркхема. Її викрадає Пейтон Райлі, нова черевомовниця, яка пропонує їй роботу; Гарлі відмовляється від роботи з поваги до пам’яті Арнольда Вескера, оригінального чревомовця, який намагався підбадьорити її протягом першого тижня в Аркхемі, поки Джокер ще був на волі. Потім вона допомагає Бетмену та комісару Джиму Гордону зірвати плани самозванця. Незважаючи на те, що Райлі втікає, Брюс Вейн вражений зусиллями Гарлі по спокуті, і погоджується з умовним звільненням. Потім вона ненадовго приєднується до Секретної шістки, а потім вирішує покинути.

### Остаточна криза
Під час Зворотного відліку до останньої кризи змінена Гарлі Квінн живе в жіночому притулку, яким керує Amazon. Відмовившись від костюма та гриму клоунеси, тепер вона носить лише амазонську столу чи хітон. Вона подружилася з Голлі Робінсон, яка замінила Жінку-кішку, а потім вдалось переконати її приєднатися до неї в притулку, де вона працює помічницею. Їх обох доставляє до Теміскіри «Афіна» (насправді Бабуся-Дорота) і вони починають навчання амазонок. Потім Голлі та Гарлі зустрічають справжню Афіну та Мері Марвел. Група розкриває обман Бабусі, і Голлі, Гарлі та Мері слідують за нею, коли вона відступає до Апоколіпса. Марія знаходить олімпійських богів, яких Бабуся тримала в полоні, і група звільняє їх. Гарлі отримує повноваження від Талії як нагороду. Після повернення на Землю сили зникають, і Гарлі та Голлі повертаються до Ґотем-Сіті.

### Сирени Ґотем-Сіті
У серіалі «Сирени Ґотем-Сіті» Гарлі Квін об’єднує зусилля з Отруйним Плющем (Памела Айлі) і Жінкою-кішкою (Селіна Кайл). У Сиренах Ґотем-Сіті №7 Гарлі Квінн відвідує свою родину в її рідному місті Бенсонхерст, Бруклін, під час святкового сезону. Батько Гарлі - шахрай, який досі перебуває у в'язниці, а її брат Баррі - невдаха з безвихідними мріями про кар'єру рок-зірки. Її мати, Шерон, хоче, щоб вона припинила бути лиходійкою. Дисфункційний, «жахливий» досвід під час відвідування родини змушує її повернутися додому до спільного сховку Сирен у Ґотем-Сіті, де Гарлі, Жінка-кішка та Отруйний Плющ проводять разом решту Різдва. Після кількох пригод з Жінкою-кішкою та Айві, Гарлі зраджує їх і вривається в притулок Аркхема, маючи намір убити Джокера за його багаторічну жорстокість до неї. Однак Гарлі зрештою вирішує звільнити Джокера з його камери, і разом вони організовують насильницьке захоплення закладу, в результаті чого більшість охоронців і співробітників були або вбиті, або взяті ув’язненими в заручники. Гарлі та Джокер зрештою переможені Бетменом і Жінкою-кішкою, а Гарлі востаннє бачили, як її відвезли, коли вона була зв’язана у гамівній сорочці та наморднику. Незабаром після цього Отруйний Плющ вривається в камеру Гарлі і намагається її вбити за зраду, але натомість пропонує звільнити її, якщо вона допоможе їй убити Жінку-кішку, яка залишила обох своїх товаришок-сирен в Аркхемі. Гарлі погоджується, і вони вирушають роботи пастку для Жінки-кішки. Під час бійки Жінка-Кішка каже, що бачила в них добро і хотіла лише допомогти. Оскільки Бетмен збирається їх заарештувати, Жінка-кішка допомагає їм обом втекти.

### New 52таDC Rebirth
Як і її попередні втілення, Гарлін Квінзель все ще була психологинею Джокера, але перш ніж вона стала Гарлі, Джокер штовхає її в чан з хімікатами, відбілюючи її шкіру та зводячи з розуму. Гарлі Квінн змушена приєднатися до загону самогубців Аманди Воллер. Після цього Гарлі Квінн залишає Ґотем-Сіті та повертається до свого рідного міста Бруклін та проживає на Коні-Айленді.

### Нескінченний кордон
Гарлі Квінн повертається до Ґотем-Сіті, намагаючись відновити себе як героїню, допомагаючи родині Бетмена та намагаючись загладити своє минуле, «де вона часто підігравала Джокеру».

## Інтерпретації
Гарлі Квінн демонструє типову асоціальну поведінку. Вважається, що вона має гістріоний розлад особистості, з симптомами надмірної довіри, драматичного сприйняття і надемоційності, переоцінює близькість стосунків з Джокером. Акторка Марго Роббі, яка грала Гарлі Квінн у Загоні самогубців, заявила, що персонажці притаманні елементи маніакальної депресії, ПТСР[джерело?]. Гарлі Квінн любить аналізувати мотивацію людей, їх дитячі травми, це захоплює її: «О, я хочу потрапити в їхній мозок і розібрати його по шматочках!»[джерело?].

## Культурний вплив
Гарлі Квінн стала одним із найпопулярніших персонажів DC Comics. Перезапуск її коміксу у 2016 році отримав більше копій, ніж будь-яка інша назва DC Rebirth, і став одним із найбільш продаваних коміксів року. Видавець коміксів DC Джим Лі називає Гарлі Квінн четвертою основою своєї видавничої лінії після Супермена, Бетмена та Диво-жінки. Зараз Гарлі Квінн знімається в чотирьох окремих поточних серіалах — трьох однойменних і «Загоні самогубців». Лише Бетмен і Супермен мають порівнянну кількість щомісячних появ, що робить Гарлі Квінн найвидатнішим і найприбутковішим жіночим персонажем. Кевін Кінірі, віце-президент DC Collectibles, каже, що Гарлі Квінн завжди є лідеркою продажів, і вона «може зрівнятися з Бетменом і Джокером як одним із найбільш популярних і затребуваних персонажів». На Гелловін 2016 році костюм Гарлі Квінн був визнаний найпопулярнішим костюмом як у Сполучених Штатах, так і у Великій Британії, і він залишається популярним предметом для косплею. Щоб відзначити персонажа, DC Comics оголосила лютий місяцем Гарлі Квін і опублікувала 22 варіантів обкладинки Гарлі Квін у своїй лінійці коміксів. У списку IGN 2009 року 100 найкращих лиходіїв з коміксів усіх часів Гарлі Квінн посіла 45-те місце. Вона посіла 16-те місце в списку «100 найсексуальніших жінок у коміксах» Comics Buyer's Guide за 2011 рік. Актор озвучування Джокера Марк Гемілл пояснює успіх Гарлі Квін грою Арлін Соркін. У Твіттері він зазначив: «У сценарії вона була просто неназваною «дівчицею» Джокера без помітної особистості. Коли Арлін почала читати її рядки таким незабутнім голосом, таким зворушливим і повним серця, я ледь не впав зі стільця! Вона принесла набагато більше, ніж було на сторінці, і так народилася легенда».